# Chrysopilus leptiformis
Chrysopilus leptiformis är en tvåvingeart som beskrevs av Kertesz 1902. Chrysopilus leptiformis ingår i släktet Chrysopilus och familjen snäppflugor.
Artens utbredningsområde är Peru. Inga underarter finns listade i Catalogue of Life.